# Klatka szaleńców
Klatka szaleńców (fr. La Cage aux folles) – francusko-włoski fabularny film komediowy w reżyserii Édouarda Molinaro z 1978. Film powstał na podstawie sztuki Jeana Poireta.

## Opis fabuły
Tytułowa "Klatka szaleńców" to nocny klub dla gejów prowadzony przez Renato i Albina. Renato dwadzieścia lat wcześniej przespał się z kobietą, teraz jego syn Laurent myśli o ślubie. Narzeczona Laurenta jest córką przewodniczącego konserwatywnej partii Unia Ładu Moralnego. Dziewczyna mówi swoim rodzicom, że przyszli teściowie to stateczna, kulturalna, mieszczańska para – attaché kulturalny przy ambasadzie włoskiej.

## Obsada
- Ugo Tognazzi – Renato Baldi
- Michel Serrault – Albin Mougeotte/"Zaza Napoli"
- Claire Maurier – Simone Deblon
- Rémi Laurent – Laurent Baldi
- Carmen Scarpitta – Louise Charrier
- Benny Luke – Jacob
- Luisa Maneri – Andrea Charrier
- Michel Galabru – Simon Charrier
- inni

## Nagrody i nominacje
Oscary za rok 1979
- Najlepsza reżyseria – Édouard Molinaro (nominacja)
- Najlepszy scenariusz adaptowany – Francis Veber, Édouard Molinaro, Marcello Danon, Jean Poiret (nominacja)
- Najlepsze kostiumy – Piero Tosi, Ambra Danon (nominacja)

Złote Globy 1979
- Najlepszy film zagraniczny – Édouard Molinaro